# Na lepem prijazni
Na lepem prijazni je slovenski alter-rock/funk sastav. Djelovao je od 1978. do 1981. godine. 
Članovi sastava bili su pjevač Andrej Trobentar, gitarist Vojko Aleksič i basist Tomaž Sršen. Sa sastavom je svirao i klavijaturist Andrija Pušić (brat Ramba Amadeusa, prije svirao u punk sastavu Otrocima socializma) te perkusionist Braco Doblekar i bubnjar Al Stone.
Objavili su 1980. singlicu Faeton/Črna Ovca u izdanju RTV Ljubljane. 1981. punk album Na lepem prijazni Album je objavio Helidon. Snimili su 1993. pjesmu Lisica koja je ušla kao bonus pjesma za kompilacijski CD koji im je 1994. objavila Nika Records.

## Vanjske poveznice
- MySpace